# Liste des députés de la IXe législature du Parlement de Catalogne
Les députés de la IXe législature du Parlement de Catalogne sont les 135 députés de la IXe législature du Parlement de Catalogne élus lors des élections au Parlement de Catalogne de 2010. Leur mandat commence le 16 décembre 2010 et s'achève le 2 octobre 2012.

## Liste des députés
- Haut – A
- B
- C
- D
- E
- F
- G
- H
- I
- J
- K
- L
- M
- N
- O
- P
- Q
- R
- S
- T
- U
- V
- W
- X
- Y
- Z

| Nom                                 | Liste | Liste                                                         | Circonscription | Notes |
| ----------------------------------- | ----- | ------------------------------------------------------------- | --------------- | --- |
| Alicia Alegret Martí                |       | Parti populaire de Catalogne                                  | Tarragone       | |
| Marta Alòs López                    |       | Convergence et Union                                          | Lleida          | |
| Oriol Amorós i March                |       | Esquerra Republicana de Catalunya                             | Barcelone       | |
| Pere Aragonès i Garcia              |       | Esquerra Republicana de Catalunya                             | Barcelone       | |
| Antoni Balasch i Parisi             |       | Convergence et Union                                          | Lleida          | |
| Ramona Barrufet i Santacana         |       | Convergence et Union                                          | Lleida          | |
| Maria Dolors Batalla i Nogués       |       | Convergence et Union                                          | Tarragone       | Quatrième secrétaire |
| Albert Batalla i Siscart            |       | Convergence et Union                                          | Lleida          | |
| Joan Bertomeu i Bertomeu            |       | Parti populaire de Catalogne                                  | Tarragone       | Jusqu'au 2 décembre 2011, remplacé le 20 décembre 2011 par Jordi Roca Mas                                                 |
| Uriel Bertran Arrué                 |       | Solidarité catalane pour l'indépendance                       | Barcelone       | |
| Joan Boada Masoliver                |       | Iniciativa per Catalunya Verds - Esquerra Unida i Alternativa | Gérone          | |
| Laia Bonet Rull                     |       | Parti des socialistes de Catalogne                            | Barcelone       | |
| David Bonvehí i Torras              |       | Convergence et Union                                          | Barcelone       | |
| Meritxell Borràs i Solé             |       | Convergence et Union                                          | Barcelone       | |
| Jaume Bosch i Mestres               |       | Iniciativa per Catalunya Verds - Esquerra Unida i Alternativa | Barcelone       | |
| Francesc Bragulat i Bosom           |       | Convergence et Union                                          | Barcelone       | |
| Pere Calbó i Roca                   |       | Parti populaire de Catalogne                                  | Barcelone       | Premier secrétaire à partir du 18 janvier 2012                                                                            |
| Maria Dolors Camats i Luis          |       | Iniciativa per Catalunya Verds - Esquerra Unida i Alternativa | Barcelone       | |
| Mireia Canals i Botines             |       | Convergence et Union                                          | Lleida          | |
| Jordi Cañas Pérez                   |       | Ciutadans                                                     | Barcelone       | |
| Carme Capdevila i Palau             |       | Esquerra Republicana de Catalunya                             | Gérone          | |
| Montserrat Capdevila Tatché         |       | Parti des socialistes de Catalogne                            | Barcelone       | |
| Judit Carreras Tort                 |       | Parti des socialistes de Catalogne                            | Barcelone       | |
| Eudald Casadesús i Barceló          |       | Convergence et Union                                          | Gérone          | Jusqu'au 12 janvier 2011, remplacé le 17 janvier 2011 par Montserrat Roura i Massaneda                                    |
| Antoni Castellà i Clavé             |       | Convergence et Union                                          | Barcelone       | Jusqu'au 10 janvier 2011, remplacé le 17 janvier 2011 par Josep Maria Llop i Rigol                                        |
| Pedro Chumillas Zurilla             |       | Parti populaire de Catalogne                                  | Barcelone       | |
| Mercè Civit Illa                    |       | Iniciativa per Catalunya Verds - Esquerra Unida i Alternativa | Barcelone       | |
| Josep Lluís Cleries i Gonzàlez      |       | Convergence et Union                                          | Barcelone       | Conseiller au Bien-être social et à la Famille Jusqu'au 5 janvier 2011, remplacé le 17 janvier 2011 par Benet Maimí i Pou |
| Higini Clotas i Cierco              |       | Parti des socialistes de Catalogne                            | Barcelone       | Deuxième président, jusqu'au 27 septembre 2012                                                                            |
| Jaume Collboni Cuadrado             |       | Parti des socialistes de Catalogne                            | Barcelone       | |
| Celestino Corbacho i Chaves         |       | Parti des socialistes de Catalogne                            | Barcelone       | |
| Jordi Cornet i Serra                |       | Parti populaire de Catalogne                                  | Barcelone       | Premier secrétaire ; jusqu'au 17 janvier 2012, remplacé le 31 janvier 2012 par Sonia Egea Pérez                           |
| Lluís Maria Corominas i Díaz        |       | Convergence et Union                                          | Barcelone       | Premier vice-président |
| José Antonio Coto Roquet            |       | Parti populaire de Catalogne                                  | Barcelone       | |
| Xavier Crespo i Llobet              |       | Convergence et Union                                          | Gérone          | |
| Jordi Cuminal i Roquet              |       | Convergence et Union                                          | Barcelone       | Jusqu'au 11 janvier 2011, remplacé le 17 janvier 2011 par Àngels Ponsa i Roca                                             |
| Sergi de los Ríos i Martínez        |       | Esquerra Republicana de Catalunya                             | Tarragone       | |
| María de Llanos de Luna Tobarra     |       | Parti populaire de Catalogne                                  | Barcelone       | Jusqu'au 3 janvier 2012, remplacée le 17 janvier 2012 par Sonia Esplugas González                                         |
| Manuela de Madre Ortega             |       | Parti des socialistes de Catalogne                            | Barcelone       | |
| Carmen de Rivera i Pla              |       | Ciutadans                                                     | Barcelone       | |
| Xavier Dilmé i Vert                 |       | Convergence et Union                                          | Gérone          | |
| Ramon Espadaler i Parcerisas        |       | Convergence et Union                                          | Barcelone       | |
| Milagros Fernández i López          |       | Convergence et Union                                          | Tarragone       | |
| Antoni Fernández Teixidó            |       | Convergence et Union                                          | Barcelone       | |
| Joan Ferran i Serafini              |       | Parti des socialistes de Catalogne                            | Barcelone       | |
| Gerard Martí Figueras i Albà        |       | Convergence et Union                                          | Barcelone       | |
| Anna Figueras i Ibañez              |       | Convergence et Union                                          | Barcelone       | |
| Daniel Font i Cardona               |       | Parti des socialistes de Catalogne                            | Barcelone       | |
| Maria Victòria Forns i Fernández    |       | Convergence et Union                                          | Tarragone       | |
| María José García Cuevas            |       | Parti populaire de Catalogne                                  | Barcelone       | |
| Eva García Rodríguez                |       | Parti populaire de Catalogne                                  | Barcelone       | |
| Marina Geli i Fàbrega               |       | Parti des socialistes de Catalogne                            | Gérone          | |
| Núria de Gispert i Català           |       | Convergence et Union                                          | Barcelone       | Présidente du Parlement                                                                                                   |
| Dolors Gordi i Julià                |       | Convergence et Union                                          | Barcelone       | |
| Eva Maria Granados Galiano          |       | Parti des socialistes de Catalogne                            | Barcelone       | |
| Hortènsia Grau Juan                 |       | Iniciativa per Catalunya Verds - Esquerra Unida i Alternativa | Tarragone       | |
| Lluís Guinó i Subirós               |       | Convergence et Union                                          | Gérone          | |
| Joan Herrera Torres                 |       | Iniciativa per Catalunya Verds - Esquerra Unida i Alternativa | Barcelone       | |
| Francesc Homs i Molist              |       | Convergence et Union                                          | Barcelone       | Porte-parole du gouvernement Jusqu'au 30 décembre 2010, remplacé le 17 janvier 2011 par Josep Sicart i Enguix             |
| Miquel Iceta i Llorens              |       | Parti des socialistes de Catalogne                            | Barcelone       | |
| Cristina Iniesta i Blasco           |       | Convergence et Union                                          | Barcelone       | Jusqu'au 12 juillet 2011, remplacée le 19 juillet 2011 par Ferran Falcó i Isern                                           |
| Maria Mercè Jou i Torras            |       | Convergence et Union                                          | Barcelone       | |
| Roberto Edgardo Labandera Ganachipi |       | Parti des socialistes de Catalogne                            | Barcelone       | |
| Mònica Lafuente de la Torre         |       | Parti des socialistes de Catalogne                            | Lleida          | |
| Assumpció Laïlla i Jou              |       | Convergence et Union                                          | Barcelone       | |
| Joan Laporta i Estruch              |       | Solidarité catalane pour l'indépendance                       | Barcelone       | |
| Joaquim Llena i Cortina             |       | Parti des socialistes de Catalogne                            | Lleida          | |
| Josep Llobet Navarro                |       | Parti populaire de Catalogne                                  | Barcelone       | Jusqu'au 29 août 2011, remplacé le 13 septembre 2011 par Juan Milián Querol                                               |
| Marta Llorens i Garcia              |       | Convergence et Union                                          | Barcelone       | |
| Dolors López Aguilar                |       | Parti populaire de Catalogne                                  | Lleida          | |
| Agustí Lluís López i Pla            |       | Convergence et Union                                          | Lleida          | |
| Rafael López i Rueda                |       | Parti populaire de Catalogne                                  | Barcelone       | |
| Alfons López Tena                   |       | Solidarité catalane pour l'indépendance                       | Barcelone       | |
| Rafael Luna Vivas                   |       | Parti populaire de Catalogne                                  | Tarragone       | |
| Ernest Maragall i Mira              |       | Parti des socialistes de Catalogne                            | Barcelone       | |
| Rocío Martínez-Sampere Rodrigo      |       | Parti des socialistes de Catalogne                            | Barcelone       | |
| Artur Mas i Gavarró                 |       | Convergence et Union                                          | Barcelone       | Président de la Généralité de Catalogne                                                                                   |
| Laura Massana Mas                   |       | Iniciativa per Catalunya Verds - Esquerra Unida i Alternativa | Barcelone       | |
| Caterina Mieras i Barceló           |       | Parti des socialistes de Catalogne                            | Barcelone       | |
| Salvador Milà i Solsona             |       | Iniciativa per Catalunya Verds - Esquerra Unida i Alternativa | Barcelone       | |
| Josep Enric Millo i Rocher          |       | Parti populaire de Catalogne                                  | Gérone          | |
| Jordi Miralles i Conte              |       | Iniciativa per Catalunya Verds - Esquerra Unida i Alternativa | Barcelone       | |
| Anna Miranda i Torres               |       | Convergence et Union                                          | Lleida          | |
| Carmel Mòdol i Bresolí              |       | Esquerra Republicana de Catalunya                             | Lleida          | |
| Begonya Montalban i Vilas           |       | Convergence et Union                                          | Gérone          | |
| Roger Montañola i Busquets          |       | Convergence et Union                                          | Barcelone       | |
| Dolors Montserrat i Culleré         |       | Parti populaire de Catalogne                                  | Barcelone       | |
| Joan Morell i Comas                 |       | Convergence et Union                                          | Barcelone       | |
| Neus Munté i Fernández              |       | Convergence et Union                                          | Barcelone       | Conseillère au Bien-être social et à la Famille                                                                           |
| Joaquim Nadal i Farreras            |       | Parti des socialistes de Catalogne                            | Gérone          | Chef de l'opposition |
| Joana Ortega i Alemany              |       | Convergence et Union                                          | Barcelone       | Vice-présidente, Conseillère à la Gouvernance et aux Relations institutionnelles                                          |
| Laia Ortiz Castellví                |       | Iniciativa per Catalunya Verds - Esquerra Unida i Alternativa | Barcelone       | Jusqu'au 2 décembre 2011, remplacée le 13 décembre 2011 par Josep Vendrell Gardeñes                                       |
| Francesc Xavier Pallarès i Povill   |       | Convergence et Union                                          | Tarragone       | Jusqu'au 12 janvier 2011, remplacé le 18 janvier 2011 par Annabel Marcos i Vilar                                          |
| Agnès Pardell i Veà                 |       | Parti des socialistes de Catalogne                            | Lleida          | |
| Josep Maria Pelegrí i Aixut         |       | Convergence et Union                                          | Lleida          | Conseiller à l'Agriculture, à l'Élevage, à la Pêche, à l'Alimentation et au Milieu naturel                                |
| Carles Pellicer i Punyed            |       | Convergence et Union                                          | Tarragone       | |
| Josep Poblet i Tous                 |       | Convergence et Union                                          | Tarragone       | Jusqu'au 1er mars 2011, remplacé le 9 mars 2011 par Joan Güell i Serra                                                    |
| Consol Prados Martínez              |       | Parti des socialistes de Catalogne                            | Barcelone       | |
| Felip Puig i Godes                  |       | Convergence et Union                                          | Barcelone       | Conseiller à l'Intérieur                                                                                                  |
| Joan Puigcercós i Boixassa          |       | Esquerra Republicana de Catalunya                             | Barcelone       | |
| Carles Puigdemont i Casamajó        |       | Convergence et Union                                          | Gérone          | |
| Esteve Pujol Badà                   |       | Parti des socialistes de Catalogne                            | Gérone          | |
| Oriol Pujol i Ferrusola             |       | Convergence et Union                                          | Barcelone       | |
| Joan Recasens i Guinot              |       | Convergence et Union                                          | Barcelone       | |
| Lluís Miquel Recoder i Miralles     |       | Convergence et Union                                          | Barcelone       | Conseiller au territoire et à la durabilité                                                                               |
| Pere Regull i Riba                  |       | Convergence et Union                                          | Barcelone       | |
| Maria Glòria Renom i Vallbona       |       | Convergence et Union                                          | Barcelone       | |
| Joan Reñé i Huguet                  |       | Convergence et Union                                          | Lleida          | Jusqu'au 22 juillet 2011, remplacé le 29 juillet 2011 par Salvador Bordes i Balcells                                      |
| Elena Ribera i Garijo               |       | Convergence et Union                                          | Gérone          | |
| Montserrat Ribera i Puig            |       | Convergence et Union                                          | Barcelone       | |
| Irene Rigau i Oliver                |       | Convergence et Union                                          | Barcelone       | Conseillère à l'Enseignement Jusqu'au 4 février 2011, remplacée le 7 février 2011 par Elisabeth Abad i Giralt             |
| Albert Rivera Díaz                  |       | Ciutadans                                                     | Barcelone       | |
| Santiago Rodríguez i Serra          |       | Parti populaire de Catalogne                                  | Barcelone       | |
| Meritxell Roigé i Pedrola           |       | Convergence et Union                                          | Tarragone       | |
| Dolors Rovirola i Coromí            |       | Convergence et Union                                          | Gérone          | |
| Josep Rull i Andreu                 |       | Convergence et Union                                          | Barcelone       | Troisième secrétaire |
| Josep Maria Sabaté Guasch           |       | Parti des socialistes de Catalogne                            | Tarragone       | |
| Xavier Sabaté i Ibarz               |       | Parti des socialistes de Catalogne                            | Tarragone       | |
| Carles Sala i Roca                  |       | Convergence et Union                                          | Tarragone       | Jusqu'au 13 janvier 2011, remplacé le 18 janvier 2011 par Jaume Domingo i Planas                                          |
| Alicia Sánchez-Camacho i Pérez      |       | Parti populaire de Catalogne                                  | Barcelone       | |
| Francesc Sancho i Serena            |       | Convergence et Union                                          | Tarragone       | Jusqu'au 11 janvier 2011, remplacé le 18 janvier 2011 par Joan Maria Sardà i Padrell                                      |
| Marc Sanglas i Alcantarilla         |       | Esquerra Republicana de Catalunya                             | Barcelone       | |
| Núria Segú i Ferré                  |       | Parti des socialistes de Catalogne                            | Tarragone       | |
| Maria Senserrich i Guitart          |       | Convergence et Union                                          | Barcelone       | |
| Anna Simó i Castelló                |       | Esquerra Republicana de Catalunya                             | Barcelone       | |
| Antoni Strubell i Trueta            |       | Solidarité catalane pour l'indépendance                       | Gérone          | |
| Jordi Terrades i Santacreu          |       | Parti des socialistes de Catalogne                            | Barcelone       | |
| Montserrat Tura i Camafreita        |       | Parti des socialistes de Catalogne                            | Barcelone       | Deuxième secrétaire |
| Jordi Turull i Negre                |       | Convergence et Union                                          | Barcelone       | |
| Núria Ventura i Brusca              |       | Parti des socialistes de Catalogne                            | Tarragone       | |
| Pere Vigo i Sallent                 |       | Esquerra Republicana de Catalunya                             | Gérone          | Jusqu'au 13 janvier 2011, remplacé le 17 janvier 2011 par Pere Bosch Cuenca                                               |
| Santi Vila i Vicente                |       | Convergence et Union                                          | Gérone          | |
| Josep Maria Vila d'Abadal i Serra   |       | Convergence et Union                                          | Barcelone       | |
| Laura Vilagrà i Pons                |       | Esquerra Republicana de Catalunya                             | Barcelone       | Jusqu'au 28 juin 2011, remplacée le 5 juillet 2011 par Violant Mascaró i López                                            |
| Marisa Xandri Pujol                 |       | Parti populaire de Catalogne                                  | Lleida          | |